# Encarnación de Díaz
Encarnación de Díaz es una localidad del estado mexicano de Jalisco, cabecera del municipio homónimo.

## Toponimia
El nombre de la localidad y del municipio del que es cabecera se debe a una imagen encontrada en la zona, por la cual inicialmente el lugar era conocido como el Sauz de los Macías y posteriormente como Villa de la Encarnación. En 1879 se le agregó el complemento "de Díaz" en memoria del general Porfirio Díaz.

## Geografía
La ciudad de Encarnación de Díaz se encuentra aproximadamente en la ubicación 21°31′0″N 102°13′59″O / 21.51667, -102.23306, a una altura aproximada de 1800 m s. n. m. La zona urbana ocupa una superficie de 9.404km².
Pequeñas localidades adyacentes se han integrado a la ciudad a partir del año 2000. Esta conurbación incluyó en 2004 a El Tule, Forrajera Número Tres y Fraccionamiento Revolución (De los Maestros), y en 2011 a Rastro Nuevo .

## Demografía
Según los datos registrados en el censo de 2020, la población de Encarnación de Díaz es de 27 833 habitantes, lo que representa un crecimiento promedio de 1.1% anual en el período 2010-2020 sobre la base de los 25 010 habitantes registrados en el censo anterior. Al año 2020 la densidad poblacional era de 2960 hab/km².
| Gráfica de evolución demográfica de Encarnación de Díaz entre 2000 y 2020 |
|                                                                           |
| Fuente: Instituto Nacional de Estadística Geografía e Informática         |

En 2020 el 47.8% de la población (13 308 personas) eran hombres y el 52.2% (14 525 personas) eran mujeres. El 64.2% de la población, (17 859 personas), tenía edades comprendidas entre los 15 y los 64 años.
La población de Encarnación de Díaz está mayoritariamente alfabetizada, (3.29% de personas mayores de 15 años analfabetas, según relevamiento del año 2020), con un grado de escolaridad en torno a los 8.5 años. 

El 97% de los habitantes profesa la religión católica.
En el año 2010 estaba clasificada como una localidad de grado bajo de vulnerabilidad social. Según el relevamiento realizado, 9404 personas de 15 años o más no habían completado la educación básica, —carencia conocida como rezago educativo—, y 10 902 personas no disponían de acceso a la salud.

## Monumentos históricos
Por su valor arquitectónico o histórico, se destacan:
- Iglesia Parroquial de la Encarnación
- Panteón del Señor de la Misericordia
- Santuario de Jesús, María y José
- Iglesia de Nuestra Señora de Guadalupe
- Auditorio "Dr. Pedro de Alba" y Biblioteca Pública "Astrónomo Ángel Anguiano"
- Palacio Municipal
- Casa del Arzobispo Jacinto López Romo
- Estación del ferrocarril